# Прип'ятка
Прип'ятка (біл. Прыпятка) — річка в Столинському районі Берестейської області, права притока річки Прип'ять. Довжина 15 км. Площа водозбору 49 км². Починається за 3,5 км на північний захід від села Бродча, Гирло за 1,5 км на північний захід від села Стахове. Тече по заболоченій місцевості. Річище сильно звивисте. Основна притока — Присть (права).